# Abrochia faveria
Abrochia faveria är en fjärilsart som beskrevs av Druce 1896. Abrochia faveria ingår i släktet Abrochia och familjen björnspinnare. Inga underarter finns listade i Catalogue of Life.